# Wymysły (województwo warmińsko-mazurskie)
Wymysły (dawniej niem. Wymysly, od 1938 r. Katzenbuckel) – kolonia w województwie warmińsko-mazurskim, w powiecie mrągowskim, w gminie Mrągowo. Miejscowość wchodzi w skład sołectwa Szestno. W latach 1975–1998 miejscowość administracyjnie należała do województwa olsztyńskiego.
Do 2023 miejscowość była częścią wsi Szestno.

## Historia
Osada istniała już XVII w. i była związana z majątkiem w Szestnie. W 1838 r. w osadzie były dwa domy z 23 mieszkańcami. W 1928 r. w osadzie było 211 mieszkańców.